# Pao (đơn vị)
Pao là một đơn vị khối lượng khô (khối lượng) đã lỗi thời được sử dụng ở Nam Á. Tên có thể đến từ các tiếng Punjab ਪਾਓ páo, là đơn vị truyền thống của một phần tư của một seer cho mỗi maund ngũ cốc đã được cân nhắc, chuyển đổi thành một loại thuế bởi Sawan Mal. Turner cũng trích dẫn một từ Sindhi pāu (پاءُ) có nghĩa là một phần tư của một seer.
Pao được ghi nhận trong Chính phủ Tổng thống Bengal năm 1850, nhưng không được coi là một phần quan trọng của hệ thống cân địa phương. Nó tương đương với bốn chitaks, và do đó một phần tư của một seer: trọng lượng Hoàng gia tương đương tại thời điểm đó được đưa ra là 7   oz. 10 dwt Troy (233.3 gam). Việc sử dụng trọng lượng một phần tư seer ở Ahmedabad cũng đã được ghi nhận trong một khảo sát của Công ty Đông Ấn Anh về đo lường Nam Á được thực hiện vào năm 1821: tên của đơn vị không được ghi lại, nhưng nó sẽ tương đương với 4 oz. 3 dr. 17 gr. hệ thống cân đo Anh Mỹ (119.8 gam) dựa trên phép đo theo seer Ahmedabad.
Ở Nepal, pao (tiếng Nepal: पाउ) bằng 1⁄12 của một dharni, và tương đương với khoảng 194,4 gram vào năm 1966. Đơn vị "pau" thuận tiện khi có hai nghĩa là 200 gam và 250   gram đang được sử dụng hiện tại trong bán lẻ ở các vùng khác nhau của đất nước.
Ở Pakistan, pao nặng hơn một chút, bằng 233.3 gam.
Đối với Afghanistan, có báo cáo vào năm 1950 rằng 1 pao ≈ 1 lb (450 gram) ở Kabul, với bốn pao cho một charak và mười sáu pao cho một seer.